# Проклетият Лийдс Юнайтед
„Проклетият Лийдс Юнайтед“ (оригинално заглавие The Damned United) е британски игрален филм от 2009 година на режисьора Том Хупър по адаптиран сценарий на Питър Морган, базиран на едноименния роман на Дейвид Пийс. Оператор е Бен Смитхард. Музиката във филма е композирана от Робърт Лейн.
Във филма се разказва от гледната точка на футболния треньор Брайън Клъф за неуспешния му 44-дневен престой начело на „Лийдс Юнайтед“, като действието е прекъсвано от моменти от успешната му кариера в „Дарби Каунти“ преди присъединяването му към „Лийдс“.
В Обединеното Кралство и Ирландия филмът заработва 3 604 339 щатски долара, а в световен мащаб – общо 4 049 741 долара. Във филма са монтирани и истински кадри от мачове на „Дарби Каунти“.

## Сюжет
Внимание:  Текстът по-долу разкрива сюжета на произведението (или части от него)!
След като не успява да класира Англия на СП 1974, треньорът Алф Рамзи е уволнен, а неговото място заема Дон Реви, който дотогава е начело на Лийдс Юнайтед и е спечелил много отличия с отбора. Мястото на Реви в Лийдс заема Брайън Клъф, бивш треньор на Дарби Каунти, известен с яростната си критика по отношение на грубата и нечестна игра на Лийдс под ръководството на Реви.
Конфликтът между Клъф и Реви се корени в мач за ФА Къп през сезон 1967/1968 между Лийдс, тогава на първо място в Първа английска дивизия, и Дарби, по това време в дъното на Втора дивизия. Клъф изпитва респект и уважение към Реви, но също така смята, че Реви не е по-различен човек от него, още повече че двамата са от един квартал на Мидълзбро. Реви обаче игнорира Клъф – при пристигането си на стадиона на Дарби не успява да разпознае Клъф сред останалите посрещачи, след мача не се здрависва с него и не приема да изпият по чаша вино. Оттук започва и ненавистта на Клъф към Реви. Мачът от своя страна е оспорван, а Дарби губи с 2:0. От една страна Клъф отдава вината за загубата на грубата игра на Лийдс, но от друга признава, че неговият отбор е изостанал в техническо отношение. Реакцията на Клъф и помощникът му Питър Тейлър е закупуването на ветерана Дейв Маккай и няколко по-млади играчи. Стиснатият президент на отбора Сам Лонгсън никак не е доволен от покупките, още повече че Клъф и Тейлър не са се консултирали с него преди да ги направят. През 1969 г. Дарби печели титлата във Втора дивизия и промоция за Първа. При следващата среща с шампиона Лийдс обаче е разбит с 5:0.
Сюжетът се връща в настоящата 1974 г. На първата си тренировка Клъф успява да настрои играчите на Лийдс срещу себе си, казвайки им, че първото нещо, което трябва да направят, е да изхвърлят всичките си медали на боклука, защото не са спечелени по честен начин. Първият мач на Клъф начело на Лийдс е финала за Чарити Шийлд срещу Ливърпул. Лийдс губи след изпълнение на дузпи, а капитанът Били Бремнър и Кевин Кийгън от Ливърпул са изгонени, защото се сбиват. Само седмица преди това Клъф изисква от играчите си да играят честно и без грубости. Бремнър е наказан за два месеца.
Обратно в миналото, Дарби печели шампионската титла на Англия през 1972 г., което им дава право на участие в турнира за Купата на европейските шампиони. В полуфинален мач Дарби се изправя срещу Ювентус. Преди тази среща обаче Дарби има мач за първенство срещу Лийдс. Лонгсън предлага на Клъф да не пуска в игра някои титуляри, за да ги запази за Ювентус. За Клъф обаче този мач е въпрос на чест и пуска най-добрите си играчи. Вследствие на грубата игра на Лийдс много от тях получават контузии, а след мача Бремнър иронично пожелава на Клъф успех в Европа. Логично Ювентус побеждава и след равенство в реванша изхвърля Дарби от турнира. По-късно същата година Тейлър е покосен от инфаркт, а Клъф се опитва да получи вот на доверие от борда на директорите, подавайки своята и на Тейлър оставки. За негов ужас обаче шефовете не само ги приемат, но също така им забраняват да стъпват на стадиона на Дарби. Клъф се надява, че скоро ще променят мнението си, още повече, че играчите и феновете заемат неговата страна. Надеждите на Клъф са попарени, когато за треньор е назначен Дейв Маккай. Веднага след това Клъф и Тейлър получават оферта да поемат Брайтън & Хоув Албиън. Едно от условията, които Клъф поставя на президента на Брайтън & Хоув е да им плати почивка на Майорка. По време на почивката обаче Клъф получава оферта от Лийдс, която приема. Тейлър предпочита да спази договорката си с Брайтън & Хоув, знаейки, че каквото и да постигнат двамата начело на Лийдс, той все още ще бъде известен като „Отборът на Реви“ и след жестока свада с Клъф всеки поема по пътя си.
Действието се връща към 1974 г. – без капитана Бремнър и с много напрежение между Клъф и играчите началото на сезона е най-лошото за отбора от 15 години – една победа и две равенства от първите шест мача. След като футболистите се оплакват на ръководството, то решава да уволни Клъф. Последният обаче успява да си издейства солидно обезщетение. Клъф приема да даде интервю за Йоркширската телевизия, без да знае, че на него ще присъства и Дон Реви. Най-накрая двамата се изправят един срещу друг. В ефир Клъф обвинява Реви че е безсърдечен и нечестен, като човек и като треньор. Реви не остава длъжен нарича Клъф непреклонен и егоцентричен. Клъф припомня как Реви не го е уважил на мача за купата през 1968 г., а Реви се оправдава, заявявайки, че тогава не е знаел кой точно е онзи треньор – новак в професията (доста спорно оправдание, защото Реви е известен със задълбоченото си проучване на всеки един съперник). След интервюто Клъф отива в Брайтън, за да се извини на Тейлър, буквално падайки на колене, и в крайна сметка двамата се сдобряват.
В епилога на филма зрителите научават, че Дон Реви се проваля начело на Англия и след това никога повече не тренира в родината си, прекарвайки остатъка от кариерата си в Близкия изток. Брайън Клъф и Питър Тейлър отново се събират начело на Нотингам Форест, печелейки шампионата на Англия и две Купи на европейските шампиони. Филмът завършва с думите, че Клъф е най-великият английски треньор, който никога не е водил националния тим на страната.

## Актьорски състав
- Майкъл Шийн – Брайън Клъф
- Тимъти Спол – Питър Тейлър, помощник-треньор на Клъф в Хартлипул Юнайтед, Дарби Каунти и Брайтън & Хоув Албиън

Лийдс Юнайтед
- Калъм Мийни – Дон Реви, бивш треньор на Лийдс Юнайтед и настоящ на Англия
- Хенри Гудман – Мани Късънс, президент
- Морис Роевс – Джими Гордън, помощник-треньор на Клъф
- Стивън Греъм – Били Бремнър, капитан на отбора
- Питър Макдоналд – Джони Джайлс, футболист
- Матю Стортън – Питър Лоримър, футболист
- Алекс Харкър – Алан Кларк, футболист
- Дани Томлинсън – Дейвид Харви, футболист
- Лесли Мейлет – Пол Рийни, хутболист
- Крис Мур – Пол Мудли, Футболист
- Джон Савидж – Гордън Маккуин, футболист
- Марк Камерън – Норман Хънтър, футболист
- Том Рамсботъм – Тревър Чери, футболист
- Бил Брадшоу – Тери Йорат, футболист
- Стюарт Грей – Еди Грей, футболист
- Крейг Уилямс – Джо Джордан, футболист
- Джо Демпси – Дънкан Маккензи, футболист

Дарби Каунти
- Джим Броудбент – Сам Лонгсън, президент
- Брайън Маккарди – Дейв Маккай, футболист
- Мартин Компстън – Джон О'Хеър, футболист
- Колин Харис – Джон Макговърн, футболист
- Джайлс Андерсън – Колин Тод, футболист
- Стюарт Робъртсън – Арчи Джемил, футболист
- Лори Риа – Тери Хенеси, футболист
- Томаш Кочински – Рой Макфарланд, футболист

Други
- Елизабет Карлинг – Барбара Клъф, съпруга на Брайън
- Марк Бейзли – Остин Мичъл, журналист
- Крис Уилсън – член на дисциплинарната комисия на Футболната Асоциация
- Питър Куин – Боб Матюсън, съдия

## Критика
Филмът, също както и книгата, е приет противоречиво. Никой не отрича добрата игра на актьорите, но мнозина са тези, които не одобряват представянето на Клъф в лоша светлина като самоуверен, егоцентричен и надменен човек. Много са фактическите грешки, а някои от тях водят до негативния образ на Клъф. Самото семейство на Клъф бойкотира филма, това правят и много от другите близки до Клъф хора. Спортният журналист от BBC Пат Мърфи преброява 17 фактически грешки след като гледа филма два пъти. Авторът на книгата Дейвид Пийс я определя като „фикция базирана на факти“, в която са примесени художествена измислица, слухове и факти; следователно филмът също трябва да се приема като такъв.

## Оценки
- IMDb – 7.6/10 (към 31 януари 2010)[8]
- Rotten Tomatoes – 94% (към 31 януари 2010)[9]
- Емпайър Магазин – 3/5 (Уилям Томас)[10]
- Индипендънт – 3/5 (Антъни Куин)[11]
- Дейли Телеграф – 3/5 (Сукхдеф Сандху)[12]
- Лос Анджелис Таймс – 100% (Кенет Тюрън)[13][14]
- Ню Йорк Таймс – 100% (О.А. Скот)[13][15]
- ЮЕсЕй Тудей – 3/4 (Клаудия Пюиг)[16]
- Вашингтон Поуст – 4/4 (Десън Томпсън)[17]
- Ентъртейнмънт Уийкли – В+ (Лиза Шварцбаум)[18]
- Нешънал Поуст – 4/4 (Крис Найт)[19]
- Сивостен – 8/10 (Ангел Генчев)[20]

## Фактически грешки
- Според филма Дарби губи първият мач срещу Ювентус, заради ината на Клъф, който пуска всичките си титуляри срещу Лийдс четири дни по-рано, а много от тях получават контузии. В действителност мачът срещу Лийдс е преди четвъртфиналната среща на Дарби срещу Спартак (Търнава), спечелен от Дарби въпреки многото контузени играчи, а четири дни преди срещата с Ювентус Дарби играе срещу Арсенал. Срещу италианците отборът излиза с почти всички титуляри.
- След гореспонатия мач във филма Клъф обвинява за загубата грубата игра на Лийдс в предишния мач, а в действителност той скача срещу спорните отсъждания на съдията в полза на Ювентус.
- Във филма Дейв Маккай е представен като единствения играч, който не подкрепя искането Клъф и Тейлър да бъдат върнати на работа след оставката на двамата през 1973 г. и от играч веднага е назначен за треньор. В действителност Маккай напуска Дарби още през 1971 г. и преди да бъде назначен за треньор на отбора през 1973 г. тренира Суиндън Таун и Нотингам Форест. Затова е и невъзможно да играе в гореспоменатия мач срещу Лийдс през 1973 г.
- Алан Хинтън е в тимовия лист за гореспонатия мач срещу Лийдс, но в действителност по това време той е контузен.
- Във филма Клъф приема офертата на Лийдс преди да поеме Брайтън & Хоув. В действи преди да стане треньор на Лийдс той води Брайтън & Хоув в 32 мача, без особен успех.
- Във филма Клъф подава оставка от името на Питър Тейлър, но според английските закони това е невъзможно.
- Първият мач, в който един срещу друг се изправят Брайън Клъф и Дон Реви е наистина от третия кръг за ФА Къп през сезон 1967/1968, но той се играе в Лийдс, а не Дарби, така че цялата сцена, в която Клъф почиства стадиона преди мача е измислица.
- В действителност гореспоменатият мач за купата е спечелен от Лийдс честно с редовни голове на Джак Чарлтън и Питър Лоримър, а не на Алан Кларк (който всъщност по това време още не е играч на Лийдс, освен това този Кларк играе с номер 3, а след присъединяването си към Лийдс истинският Кларк обикновено носи номер 8) и Лоримър от несъществеваща дузпа срещу Били Бремнър. Дузпата също е измислица.
- Обидата, нанесена на Клъф, след като Реви не го поздравява след гореспонатия мач за купата най-вероятно не отговаря на истината, защото синът на Реви смята, че това не отговаря на характера на баща му, а самият Клъф не споменава тази случка в мемоарите си.
- Коментаторът на гореспонатия мач за купата представя Лийдс като настоящите шампиони, но шампионатът през сезон 1966/1967 е спечелен от Манчестър Юнайтед.
- Създадено е впечатлението, че в гореспоменатия мач за купата Рой Макфарлънд получава контузия заради греба игра на играч на Лийдс и бива заменен. В действителност той не е контузен и играе цял мач.
- Представена е сцена от мач между Лийдс и Лутън Таун, в която Лийдс получава гол, последвана от кадри на ликуващи играчи на Лутън след мача и надпис „Лийдс – Лутън 0:1“, а след този мач Клъф е уволнен. Мачът, предшестващ уволнението на Клъф, наистина е между Лийдс и Лутън, но той завършва при резултатат 1:1.
- Сред архивните кадри от истински мачове от сезон 1968/1969 на Втора дивизия е показан мач между Дарби Каунти и Евертън. През този сезон Евертън е в Първа дивизия, а кадрите са от мач от Първа дивизия през 1969/1970.
- На фона на архивните кадри от мачове от Втора дивизия е показана променяща се таблица с класирането, в която към актива на Дарби почти винаги се добавят по две точки. Дарби обаче завършва няколко мача наравно и следователно понякога към актива е трябвало да се добавят не две, а една точки.
- Коментаторът казва, че през 1972 г. Дарби наследява Лийдс като шампион на Англия, но в действителност преди Дарби шампиони са Арсенал.
- Във филма Клъф пуши, но семейството му твърди, че той е непушач.
- Във филма Дънкан Маккензи подписва с Лийдс след мача за Чарити Шийлд срещу Ливърпул през 1974 г., но в действителност това става преди мача и дори се появява на терена като резерва.
- Когато във филма Били Бремнър получава наказанието си от дисциплинарната комисия заради червения си картон от мача с Ливърпул, той е представляван от Брайън Клъф. В действителнсот е представляван от Морис Линдли. Също така Бремнър не се разкайва за постъпката си, довела до червения картон, а в действителност Кевин Кийгън казва, че Бремнър му се извинил и дори за малко да заплаче след изгонването си.
- Според филма участието на Дон Реви в специалното издание на Календар на Йоркширската заедно с Клъф е изненада за самия Клъф. Това не е така.

## Любопитно
- За снимките е използван Солтъргейт, стадиона на Честърфийл, и той е заместител на стария Уембли, Бейзбол Граунд (стадионът на Дарби), Кероу Роуд (стадионът на Норич Сити) и Блумфийлд Роуд (стадионът на Блакпул).[21] Солтъргейт е избран, защото не е претърпявал сериозни реконструкции от 70-те години, когато се развива действието на филма.